# Julián Coronel
Julián Coronel (født 23. oktober 1958 i Asunción, Paraguay) er en paraguayansk tidligere fodboldspiller (målmand).
Coronel spillede én kamp for Paraguays landshold, en venskabskamp mod Brasilien i februar 1991. Han var med i truppen til VM 1986 i Mexico, men var dog ikke på banen i turneringen, hvor han var reserve for førstevalget Roberto Fernández.
På klubplan spillede Coronel 10 år i hos Club Guaraní i hjemlandet, og senere også tre år hos Olimpia. Han vandt et paraguayansk mesterskab med begge klubber. Han tilbragte også to år i Chile hos Universidad Católica.

## Titler
Primera División de Paraguay
- 1984 med Guaraní
- 1989 med Olimpia